# La Fuerza
La Fuerza – minialbum amerykańskiej wokalistki i autorki tekstów piosenek, Christiny Aguilery, który został wydany 21 stycznia 2022 roku nakładem wytwórni Sony Music Latin. Jest to część pierwsza większego projektu, na który złożyły się trzy albumy EP (ostatecznie utworzyły one dziewiąty album studyjny wykonawczyni pt. Aguilera, wydany fizycznie w 2023). La Fuerza jest pierwszym hiszpańskojęzycznym krążkiem artystki od czasu Mi Reflejo (2000).
W pracach przy płycie uczestniczyli między innymi producenci Federico Vindver, Jean Rodríguez i DallasK, a także wykonawcy: Becky G, Ozuna, Nicki Nicole i Nathy Peluso. Wydanie minialbumu poprzedziła premiera trzech singli: „Pa mis muchachas”, „Somos nada” oraz „Santo”.

## Informacje o albumie
La Fuerza jest drugim minialbumem w karierze Aguilery po splicie Justin & Christina (2003).
Okładka płyty ma odzwierciedlać tytuł wydawnictwa (w języku polskim: Siła). Przedstawia symbol „X”, w odniesieniu do pseudonimu artystki (Xtina), stalową różę oraz odchodzące od niej skrzydła.

### Kompozycja i utwory

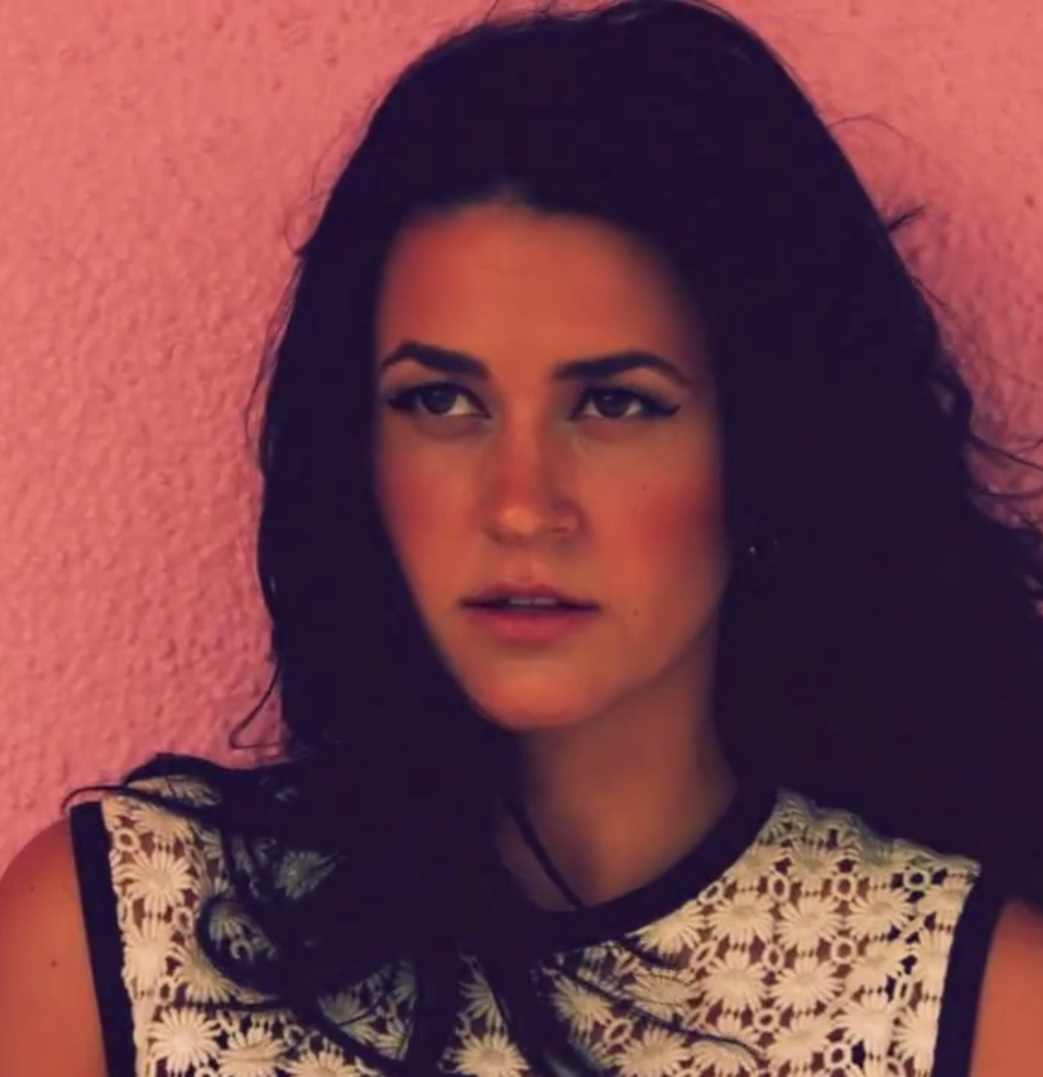
Współautorka utworów „Ya llegué” i „Pa mis muchachas”, Kat Dahlia.

Podczas gdy poprzednia hiszpańskojęzyczna płyta Aguilery, Mi Reflejo, łączyła w sobie pop, latynoskie brzmienia i wpływy rhythm and bluesa, La Fuerza stanowi eksperyment i kombinację wielu zróżnicowanych gatunków muzycznych.
Piosenka otwierająca album, „Ya llegué”, utrzymana jest w stylistyce futurystycznego R&B i przypomina podobne gatunkowo nagrania z poprzedniego albumu Aguilery, Liberation (2018). Nagranie zawiera wpływy eksperymentalnej elektroniki, reggaetonu oraz flamenco chillu.

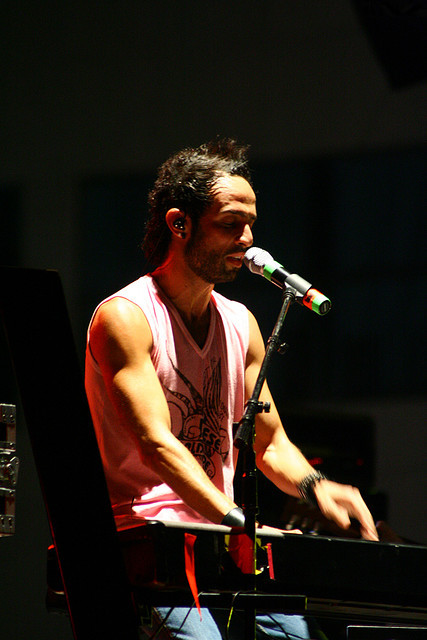
Mario Domm, twórca tekstu ballady „Somos nada”.

„Somos nada” to ballada opowiadająca o poszukiwaniu miłości w obliczu pustki.
Nagranie piąte, „Como yo”, zaaranżowane w stylu nowoczesnego dance-popu, określono jako awangardowe. Dziennikarz muzyczny Víctor Berzal de Miguel uznał, że piosenka „dekonstruuje reggaeton elektroniką” i przypomina „eksperymenty” takich latynoskich wykonawców, jak Rosalía czy Arca.
Ballada „La Reina” opowiada historię kobiety, która po bolesnym rozstaniu zdaje sobie sprawę, ile jest warta. Z piosenki wybrzmiewa feministyczny morał: mężczyzna bez swojej kobiety jest niczym król bez królowej.

## Wydanie i promocja
Minialbum wydano 21 stycznia 2022 roku nakładem wytwórni Sony Music Latin. Tuż po premierze La Fuerza zajęła pierwsze miejsce listy najchętniej kupowanych płyt w serwisie iTunes Store w ponad piętnastu krajach, a także dotarła na szczyt listy ogólnoświatowej. Album EP uplasował się na pierwszej pozycji autonomicznych sektorów iTunes Store między innymi w Brazylii, Argentynie, Meksyku, Hiszpanii i we Włoszech.
Pod koniec stycznia 2022 szacowano, że minialbum zadebiutuje pomiędzy miejscem dwudziestym a trzydziestym notowania Billboard 200.

## Single
Pierwszym singlem promującym album był utwór „Pa mis muchachas”, wydany 22 października 2021 roku.
Piosenka „La Reina”, choć nie została wydana na singlu, doczekała się oficjalnego teledysku i zajęła miejsce 12. na hiszpańskiej liście przebojów Top 50 Oficial.

## Odbiór
Minialbum chwalony był między innymi przez Ricky'ego Martina. Serwis internetowy Atwood Magazine umieścił La Fuerzę na liście dwudziestu dwóch najlepszych albumów EP 2022 roku.

### Recenzje
Minialbum został pozytywnie oceniony przez krytyków. W recenzji dla serwisu Prime News Albert Nowicki uznał, że „La Fuerza to triumfalny powrót Aguilery na latynoską scenę muzyczną; krążek na równi intymny, różnorodny, intrygujący i eksperymentalny”. Zdaniem krytyka „nigdy dotąd nie usłyszeliśmy Aguilery w tak surowej formie, stawiającej na tak ryzykowne eksperymenty formalne”. Harrison Brocklehurst, krytyk muzyczny piszący dla serwisu The Tab, komplementował minialbum za „wybitne latynoskie bangery” i reggaetonowe beaty, dzięki którym głos wykonawczyni „wznosi się na wyżyny”.
Josh Weiner, współpracujący z portalem Atwood Magazine, chwalił minialbum zwłaszcza za jakość muzyki i aranżację, wydając mu ocenę końcową 8,5/10.
Dziennikarz serwisu Entertainment Focus Pip Ellwood-Hughes stwierdził, że „to czysta przyjemność, usłyszeć Aguilerę ponownie śpiewającą po hiszpańsku”. Dodał, że pierwsze z trzech planowanych wydawnictw EP to „mocny, obiecujący start”. Enrique Cerros, związany z NEIU Independent, wydał albumowi ocenę w postaci 5/5 punktów, tłumacząc: „Aguilera powraca silniejsza niż kiedykolwiek, to możliwie jej najlepszy materiał dotychczas”.
Według Zuzanny Janickiej (The-Rockferry) wydawnictwo jest „pokazem mocy i potencjału Christiny Aguilery na latynoskim gruncie”. Jordi Bardají, piszący dla hiszpańskiego portalu Jenesaispop, wydał minialbumowi ocenę w postaci 6,7 punktów na dziesięć możliwych.
Estefanía Martínez (CusicaPlus) chwaliła aranżację albumu i „potężny głos” wykonawczyni. W omówieniu dla serwisu Undercover FM minialbum określono jako „perfekcję”, a Aguilerę – jako „głos pokolenia, który wciąż kieruje na siebie całą uwagę (mediów – przyp.)”. Portal Stereogum umieścił krążek La Fuerza na liście nowych wydawnictw albumowych, które warto mieć na uwadze.

## Nagrody i wyróżnienia
Kilka tygodni po wydaniu minialbumu Aguilera została wpisana na listę dwudziestu pięciu najbardziej wpływowych kobiet 2022 roku według magazynu People en Español.

## Lista utworów
| Nr | Tytuł utworu                                                         | Autor | Producent                                                                     | Długość |
| -- | -------------------------------------------------------------------- | --- | ----------------------------------------------------------------------------- | ------- |
| 1. | „Ya llegué”                                                          | Christina Aguilera, Jon Leone, Juan Morelli, Kat Dahlia                                                                 | JonTheProducer, Rafa Arcaute, Federico Vindver, Afo Verde ‡, Jean Rodríguez ≠ | 3:03    |
| 2. | „Pa mis muchachas” (featuring Becky G, Nicki Nicole & Nathy Peluso)” | Aguilera, Jorge Luis Chacín, Natalia Peluso, Dahlia, Nicole Denise Cucco, Rebbeca Gomez, Yasmil Marrufo, Yoel Henríquez | Arcaute, Vindver, Verde ‡, Rodríguez ≠                                        | 3:36    |
| 3. | „Somos nada”                                                         | Aguilera, Vindver, Mario Domm, Sharlene Taulé                                                                           | Arcaute, Vindver, Verde ‡, Rodríguez ≠                                        | 3:01    |
| 4. | „Santo” (featuring Ozuna)”                                           | Aguilera, Dallas James Koehlke, Gale, Josh Barrios, Ozuna                                                               | DallasK, Arcaute, Vindver, Verde ‡, Rodríguez ≠                               | 3:03    |
| 5. | „Como yo”                                                            | Aguilera, Vindver, Gino the Ghost, Juan Morelli, Dhalia, Arcaute, Tobias Wincorn                                        | Arcaute, Vindver, Verde ‡, Rodríguez ≠                                        | 2:46    |
| 6. | „La Reina”                                                           | Aguilera, Luigi Castillo, Santiago Castillo, Servando Primera, Marrufo                                                  | Arcaute, Vindver, Marrufo, Verde ‡, Rodríguez ≠                               | 3:48    |
|    |                                                                      | |                                                                               | 19:17   |

Uwagi
- ‡ — koproducent/współproducent
- ≠ — producent wokalu

## Pozycje na listach przebojów
| Kraj/region       | Notowanie (2022)              | Wydawca                | Najwyższa pozycja |
| ----------------- | ----------------------------- | ---------------------- | ----------------- |
| Gwatemala         | Digital Albums Chart          | IFPI                   | 1                 |
| Hiszpania         | Top 100 Albums                | PROMUSICAE             | 54                |
| Niemcy            | Top 100 Album Downloads Chart | Official German Charts | 46                |
| Panama            | Digital Albums Chart          | IFPI                   | 1                 |
| Portugalia        | Portuguese Digital Albums     | AFP/ACNielsen          | 1                 |
| Stany Zjednoczone | Latin Pop Albums              | Billboard              | 2                 |
| Stany Zjednoczone | Top Album Sales               | Billboard              | 78                |
| Stany Zjednoczone | Top Current Album Sales       | Billboard              | 41                |
| Stany Zjednoczone | Top Latin Albums              | Billboard              | 14                |
| Szwajcaria        | Top 100 Albums                | Schweizer Hitparade    | 79                |
| Wielka Brytania   | UK Album Downloads Chart      | OCC                    | 31                |

## Historia wydania
| Region | Data             | Format                      | Wytwórnia        | Źródło        |
| ------ | ---------------- | --------------------------- | ---------------- | ------------- |
| Polska | 20 stycznia 2022 | digital download            | Sony Music Latin | [ 32 ]        |
| Świat  | 21 stycznia 2022 | digital download, streaming | Sony Music Latin | [ 33 ] [ 34 ] |